# Matî l'Ohê

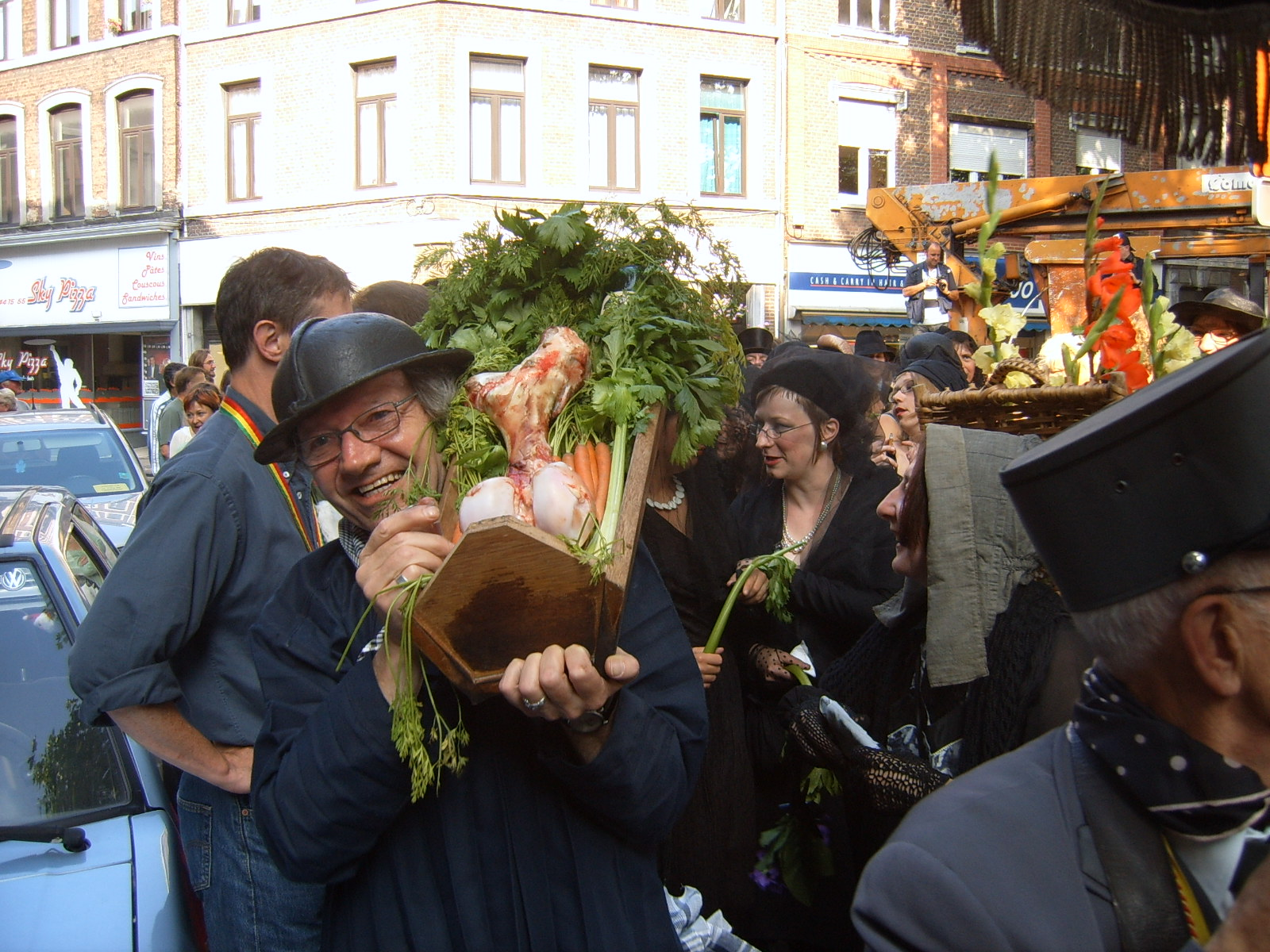
Guy Reynarts, ancien porteur officiel de Matî l'Ohê de 1981 à 2012.

L'enterrement de Matî l'Ohê (« Mathieu l'os » en wallon) est une cérémonie folklorique et burlesque clôturant les festivités du 15 août à Liège. Cet évènement consiste en un mélange de folklore, de tradition religieuse et de fête.
L'os symbolise les restes des agapes de la fête : un jambon qui, durant les festivités, a été inexorablement consommé. Tout le monde ayant bien festoyé, il n'en reste plus que l'os : c'est la fin de la fête.
Cet enterrement folklorique est célébré en Outremeuse, un quartier de la ville, le 16 août, au lendemain de la Sainte-Marie, à 17 h. Initialement, cette célébration était destinée aux personnes ayant travaillé durant les festivités du 15 août.

## Déroulement[4]
Le matin du 16 août, est annoncée à la surprise générale la disparition de Matî, qui avait pourtant été aperçu en pleine forme la veille. Son enterrement se déroulera le jour même.

### Visites au Musée Tchantchès

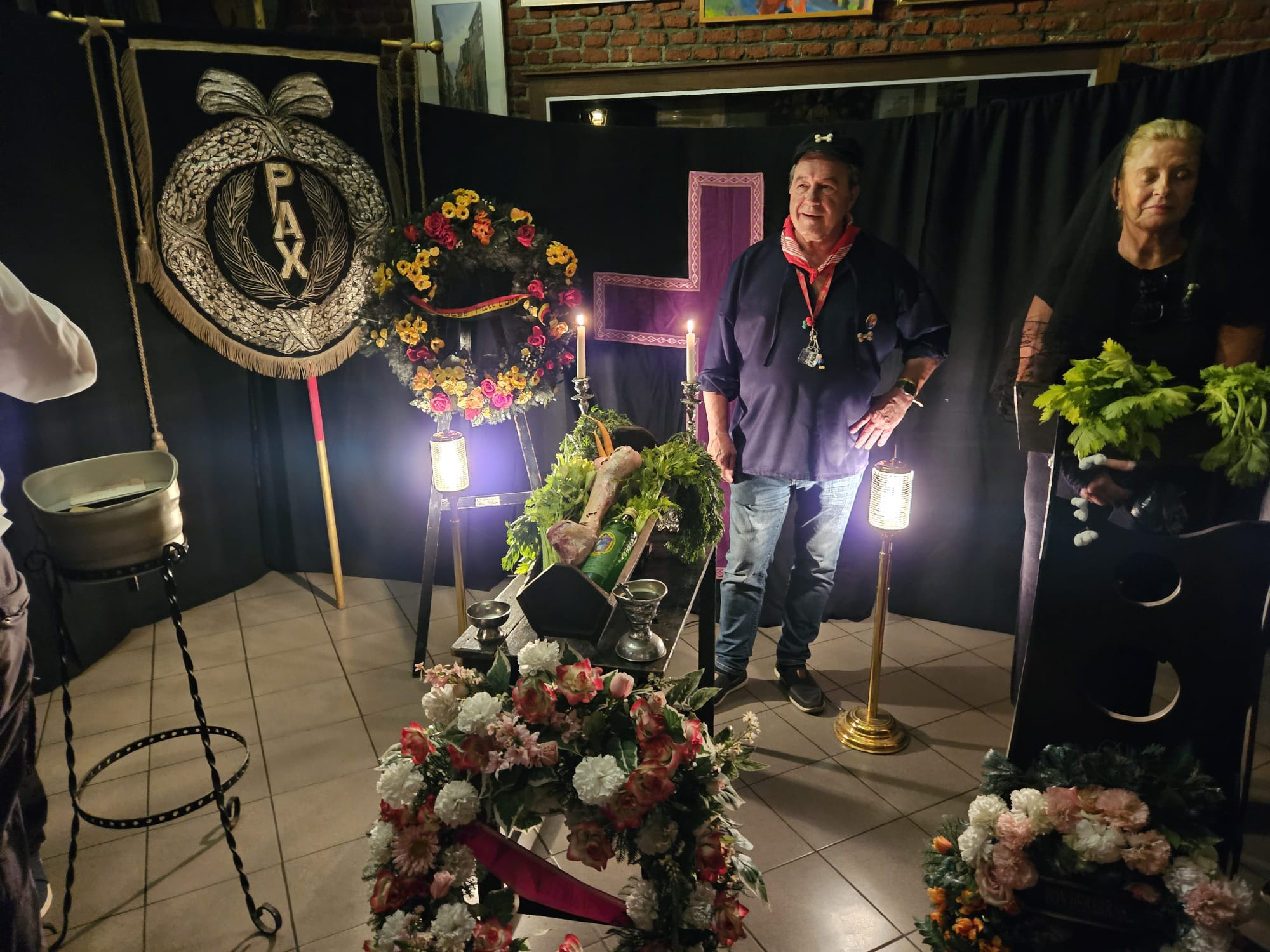
La dépouille de Matî l'Ohê en 2024 au musée Tchantchès et Nanesse

Dès 16 heures, tout un chacun est invité à se rendre au Musée Tchantchès pour un dernier hommage au défunt où est dressé pour l'occasion une mortuaire bien réelle. Matî y repose dans son cercueil entouré de cierges et accompagné des reliquats de la fête : une bouteille de peket vide, une botte de carottes et du céleri.
Défilent ainsi devant la dépouille, les prétendus membres de la famille portant le deuil, notables en haut de forme et nombreuses pleureuses, généralement en habits Belle Époque ou Années folles ne manquant pas d'énumérer les innombrables qualités du regretté défunt. Les visites s'effectuent sous l'œil d'un clergé fictif et festif, composé d'un évêque entouré de ses acolytes : curés et d'enfants de chœur. Ceux-ci ne manqueront pas de tenter de remonter le moral des visiteuses et visiteurs éplorés en leur offrant un dé de peket.

### Cortège

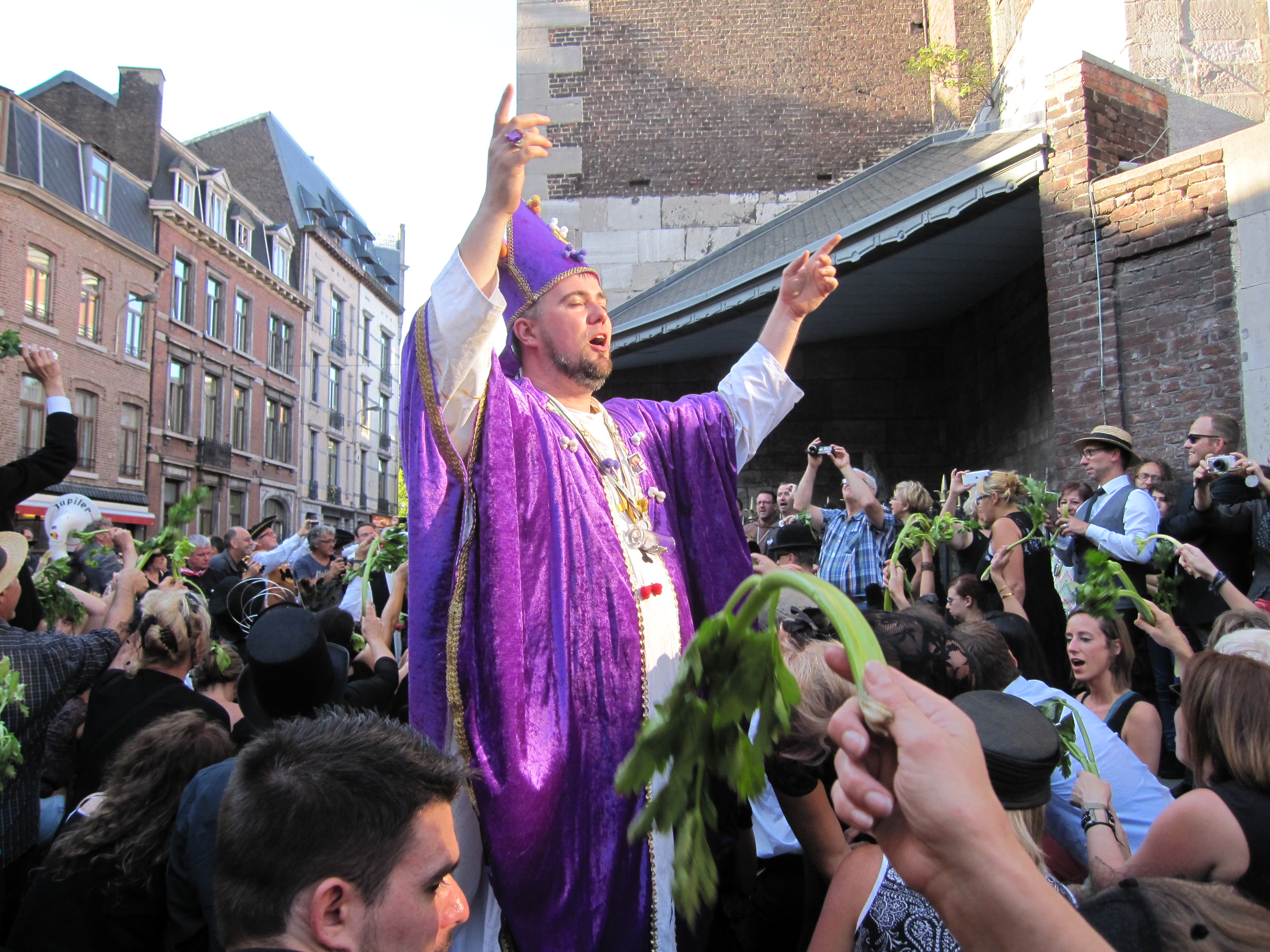
L'évêque de l'enterrement de Matî l'Ohê entonnant l'Ave Maria face à la foule à genoux.

À 17 heures a lieu la levée du corps, suivie d'un cortège funèbre dans les rues d'Outremeuse. En tête avancent les ministres de la République libre d'Outremeuse, suivis dans l'ordre d'une fanfare, du clergé, de la dépouille de Matî emmenée par son porteur, de la famille et enfin des sympathisants. Le cortège déambule dans les rues du quartier accompagné de la fanfare qui alterne airs funèbres et airs joyeux durant lesquels les participants s'adonnent à des farandoles tout en agitant une branche de céleri. Cette alternance relève d'une symbolique : la tristesse de voir la fête se terminer mais également la joie à l'idée de recommencer l'année suivante.
Durant son parcours, le cortège effectue plusieurs arrêts aux différents « hôtels de la soif » tenus par différents cafetiers et sympathisants du quartier. Toutes les potales rencontrées durant le trajet font également l'objet d'un arrêt durant lequel le clergé invite la foule à s'agenouiller afin d'entonner l'Ave Maria. Marie étant célébrée durant toutes les festivités du 15 août en Outremeuse.
Porter le deuil et se munir d'une branche de céleri est de rigueur pour le cortège et contribue ainsi à maintenir le folklore.
Un thème est généralement choisi par un petit groupe de fervents proches du clergé, permettant à celles et ceux qui le souhaitent de s'habiller en conséquence. Liste des thèmes de ces dernières années:

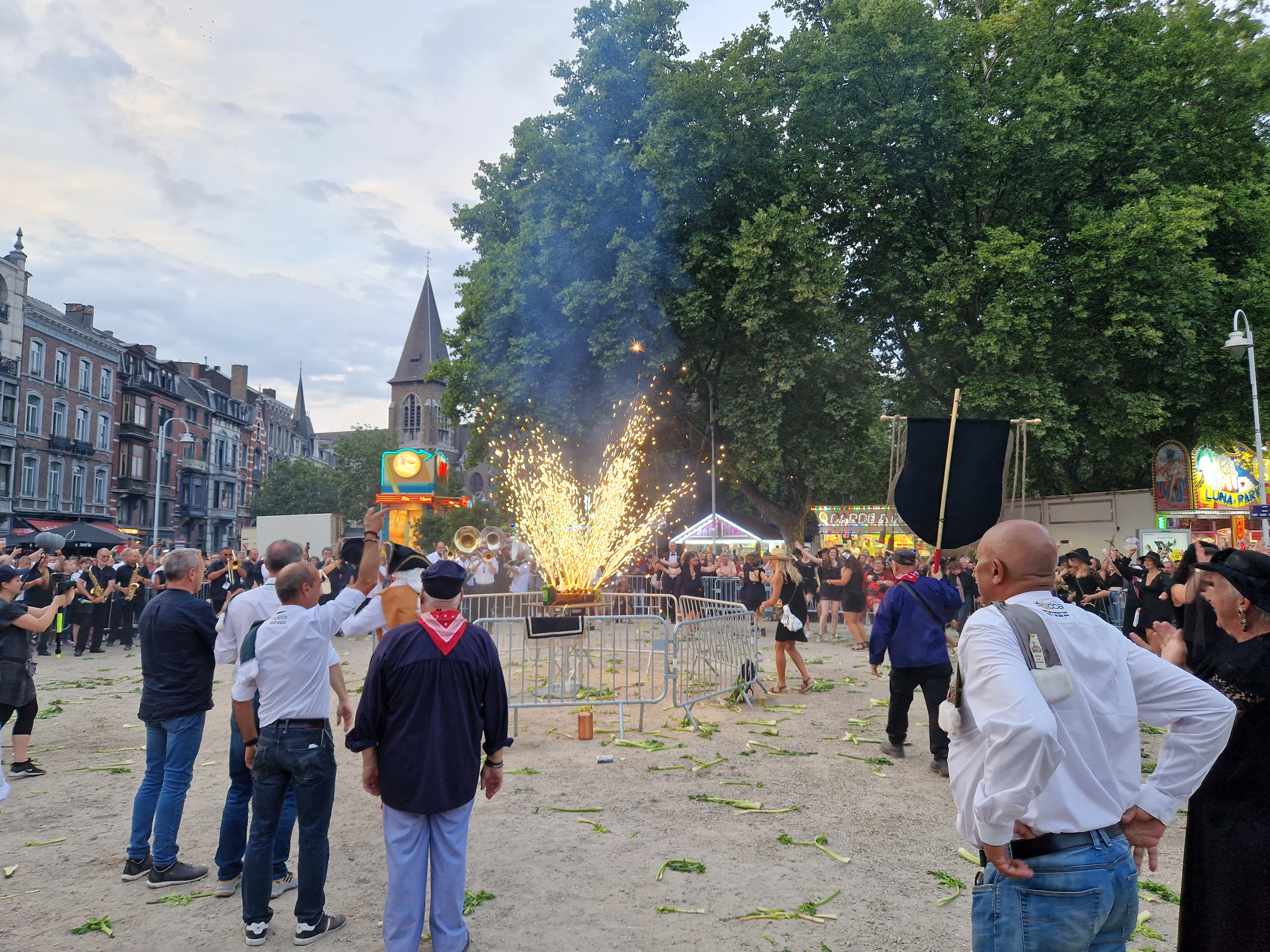
Incinération (fictive) de Matî l'Ohê en Outremeuse en 2022

- 2022: les travaux du tram
- 2023: Barbie
- 2024: les Jeux Olympiques
- 2025: Kid Naze

### Clôture et incinération
Aux alentours de 20 heures, le cortège arrive à son terme et procède à l'incinération symbolique de l'os. Les participants sont invités à déposer leur branche de céleri au pied du défunt. Le tout se terminant par des farandoles emmenées par le clergé et proches du défunt.
L'incinération de l'os fait également référence au mythe du Phénix : l'os est brûlé de manière qu'il puisse renaître de ses cendres l'an suivant.
Tradition méconnue et confidentielle: l'os ainsi que la bouteille de pèkèt qui l'a accompagné durant tout le cortège sont enterrés ensuite dans le jardin d'une bonne âme accueillante. Tous deux seront déterrés durant le mois de mai de l'année suivante. La bouteille sera servie au clergé et pleureuses présents pour l'occasion. Cet acte marque la relance des festivités.

## Origines[7]

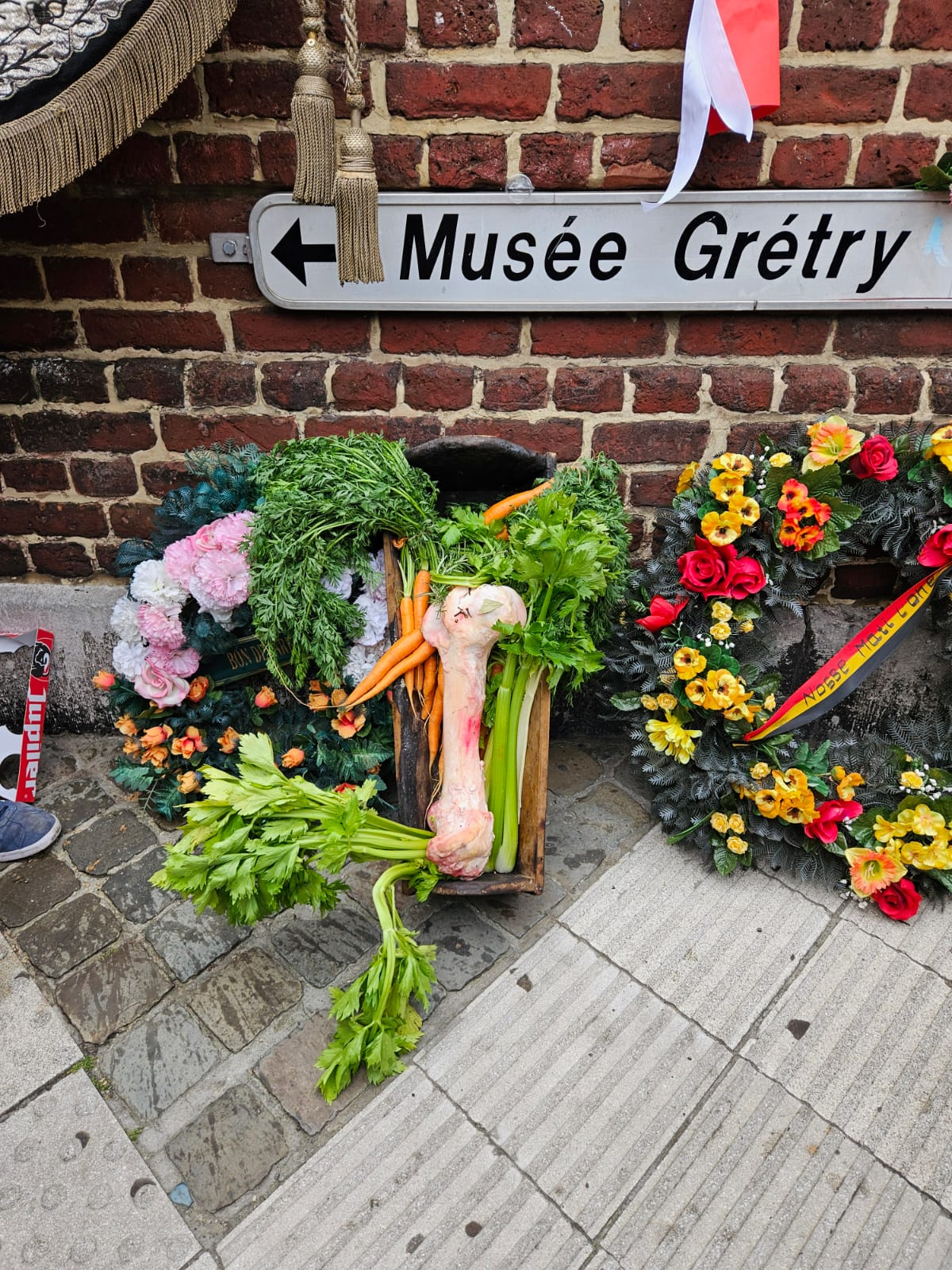
La dépouille de Matî en 2024 posée sous la potale située à l'angle de la rue Fosse aux Raines et la rue Jean d'Outremeuse dans le quartier d'Outremeuse

L'enterrement de l'os est une coutume très ancienne en province de Liège. Celle-ci a fortement évolué au cours des siècles et était très répandue dans les différentes communes de la province avant de tomber petit à petit en désuétude.
Les premières traces retrouvées de festivités caricaturant un enterrement remontent à 1722. En effet, un cri du Perron retrouvé et daté de cette année, ordonnait aux participants à la cérémonie de l'enterrement de l'os à se dénoncer. Cet enterrement se serait déroulé le mercredi des cendres à Montegnée et consistait à se déplacer "en grosse bande dans les rues en portant des os de telle manière que l'on porte les morts pour aller les enterrer". 
Ce cri mentionne le port par certains de croix, ou encore de pots et chaudrons parodiant les encensoirs ainsi que d'autres objets mimant les ustensiles utilisés dans la liturgie catholique. Des croix auxquelles on avait attaché des balais et un marteau évoquant la Passion du Christ ont été aperçues. Ce cortège, composé de faux prêtres mais également d'autres travestis entonnait des airs parodiant les psaumes et requiems de circonstance. Le tout singeant et moquant un cortège funèbre.
Un autre document probablement lié à ce type de festivités dans le diocèse de Liège, signé par le vicaire général Edmond de Stoupy, interdisait de se travestir en habit ecclésiastique. 
Ce document faisait état de l'indignation de Jean-Théodore de Bavière, Prince-évêque de Liège, à propos du fait que certaines personnes avaient été surprises en public, déguisées en habits ecclésiastiques et séculiers. Il interdisait ainsi le port de tels habits sous peine d'excommunication majeure. Cette interdiction signée dix jours avant le mercredi des cendres 1751 recherchait très certainement à éviter de voir se reproduire une fois de plus, les abus de ce type constatés avec stupeur les années précédentes:
"Apprenant avec autant de surprise que d'indignation, que des personnes auroient été assez téméraires et audacieuses de se masquer en Habits Ecclésiastiques, Séculiers ou Réguliers et de paroître ainsi en Public, au grand scandale d'un chacun & mépris de l'Ordre Ecclésiastique & voulant remédier efficacement à de tes excès & abus: Nous défendons à toutes personnes de l'un & l'autre sexe, de quelque grade, état, dignité & qualité qu'elles puissent être, sous peine de l'Excommunication Majeure, de se travestir, ou se masquer en Habit Ecclésiastique, Séculier ou Régulier. Ordonnant à notre Archifisc de s'acquitter du devoir de se Charge contre tous Transgresseurs & à nos Curés de publier incessamment la Présente"
Le fait que ce type de festivités se déroulaient initialement le mercredi des cendres n'est pas anodin. L'enterrement d'un os de jambon à cette date permettait de marquer la fin du carnaval. Symbolisant le passage d'une période d'abondance à une période de privations imposées par l'Eglise marquée par le début du carême. C'était également l'occasion pour les participants de se moquer de l'Eglise qui imposait fermement ces privations
L'intérêt pour les coutumes carnavalesques s'amenuisa avec le temps en province de Liège. L'Église étant également devenue plus laxiste en termes de privations et consommation de viande durant le carême, toute la symbolique de l'enterrement de l'os perdit de son sens et la coutume disparut petit à petit.
La tradition subsiste toutefois dans quelques localités, parfois sous de forme différentes. Elle a pour la plupart de ces endroits, perdu son caractère carnavalesque et se déroule à la fin de la fête paroissiale.

### Nom de l'os
Quelques éléments permettent de mettre sur pied un début de réponse concernant l'origine du nom "Matî" donné à l'os. À Faymonville, "Matî" signifie le mollet, le gras de la jambe. Par conséquent, le lien entre le gras de la jambe, le jambon et l'os se fait très rapidement.

### Outremeuse (Église Saint-Nicolas)
Autrefois, l'enterrement de Matî l'Ohê était organisé par les habitants de la rue Roture. Cette festivité faisait partie intégrante de leur fête paroissiale qui se déroulait durant le mois de mai. À l'époque, la tradition consistait à réunir un grand nombre d'os de jambons que l'on disposait sur une civière. Le brancard était ensuite baladé au travers de la paroisse Saint-Nicolas. À la fin de la tournée, les jambons étaient vendus dans l'espoir d'obtenir un peu d'argent afin de pouvoir lever le coude ensuite.
Après une interruption d'une vingtaine d'années, il fut décidé de reprendre la tradition de l'enterrement en l'intégrant aux fêtes du 15 août 1974 sous la forme que l'on connait actuellement.

## Matî l'Ohê ailleurs
Cette tradition est encore présente à Spa. Reprise depuis 1987 par le groupe carnavalesque "les Baladins". Le carnaval est clos par le brûlage sur un bûcher d'un certain Mathy Lhoxet,,un mannequin, à l'issue d'un cortège funèbre. Grand feu et enterrement ayant probablement fusionnés en une seule et même fête à un moment donné.
La tradition est aussi présente dans certains villages, à Melen par exemple lors de la fête villageoise du premier week-end d'août qui se termine aussi, le mardi soir, par l'enterrement de Matî l'Ohê.
Également lors des fêtes de la Saint-Pholien (avant-dernier weekend de juin) également en Outremeuse qui se terminent le mercredi par l'enterrement de Matî l'Ohé (Jusqu'en 2016, l'os était brûlé sur la place Sainte-Barbe. Depuis lors, à la suite d'un changement de réglementation de la ville de Liège, l'os est jeté dans les eaux de la Meuse, toujours à côté de la place Sainte-Barbe).

## Galerie

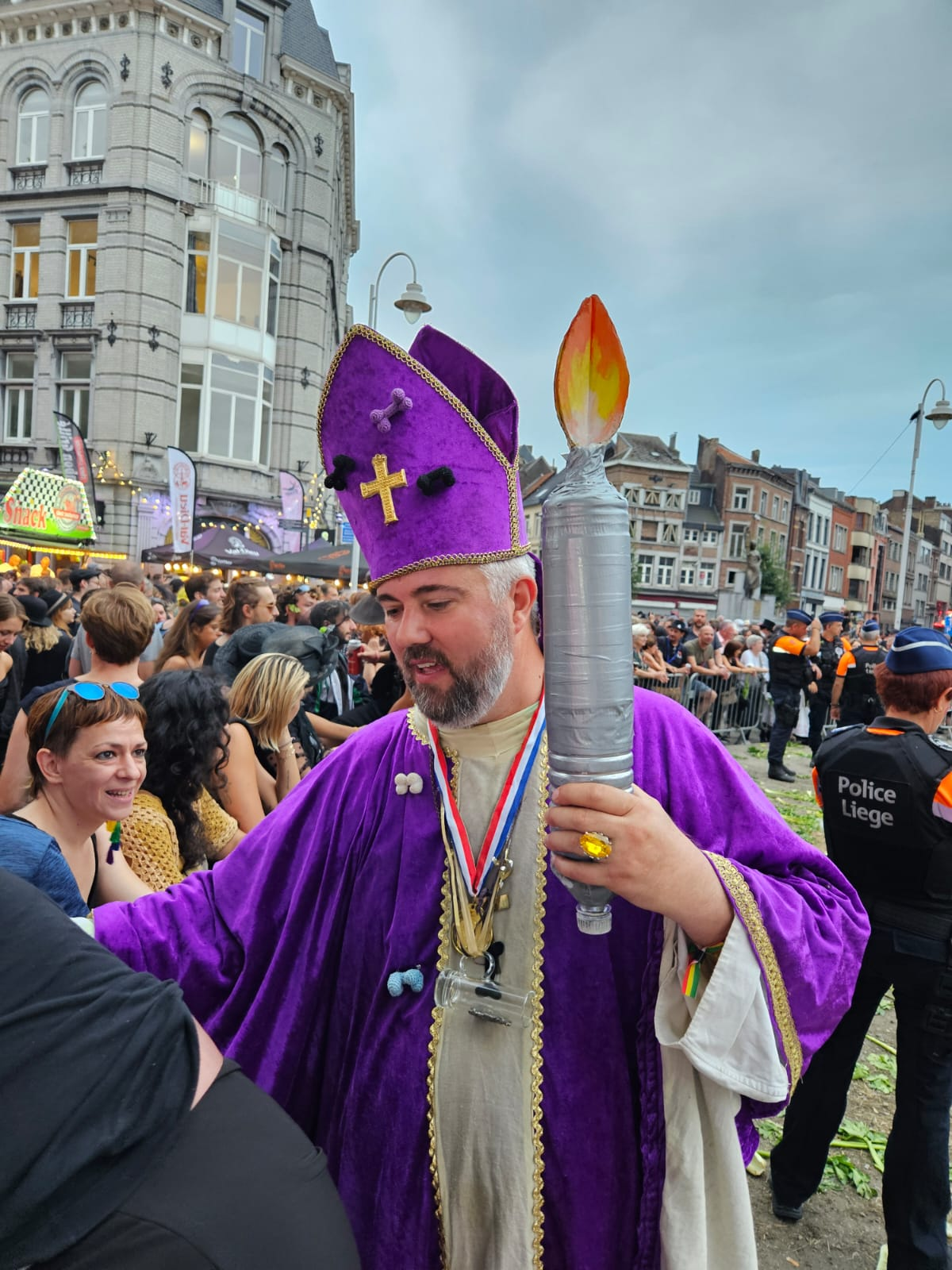
L'Evêque tenant la torche des jeux Olympiques, thème du cortège 2024
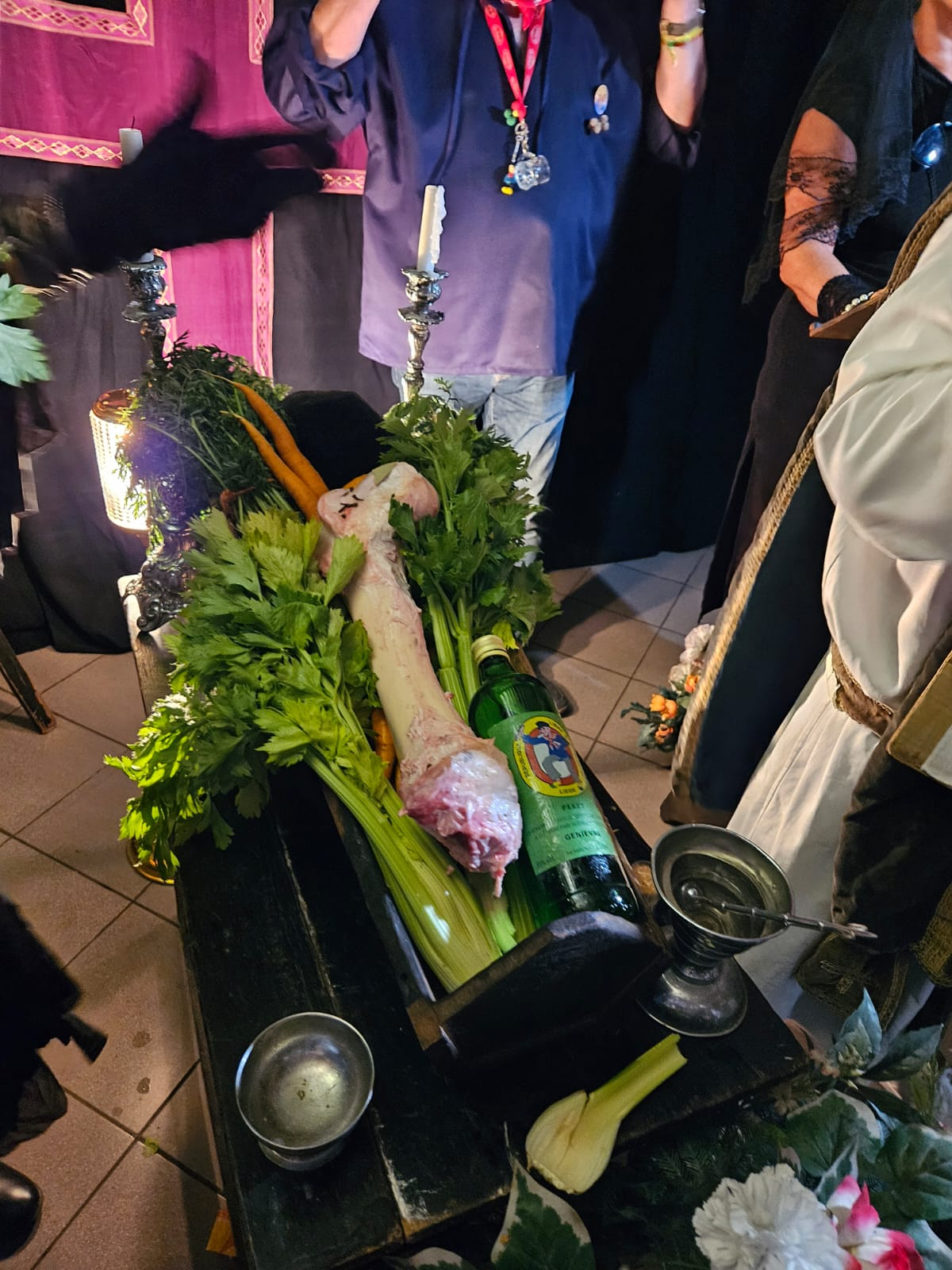
La dépouille de Matî l'Ohê flanquée de son céleri, de sa botte de carotte et de sa bouteille de Pêket en 2024
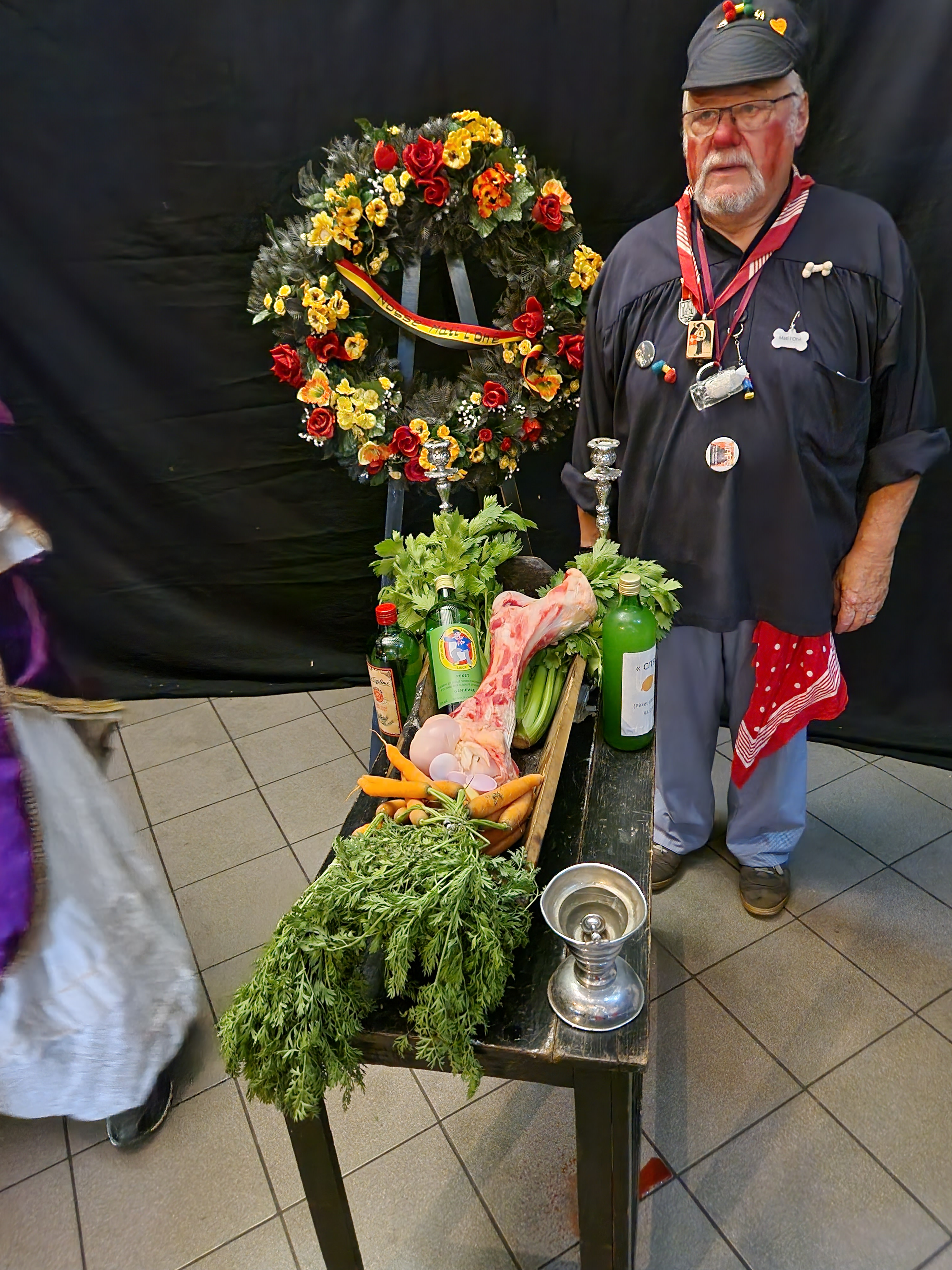
La dépouille de Matî l'Ohê en 2022 au musée Tchantchès avec en arrière plan Marcel Janssens, porteur officiel depuis 2013
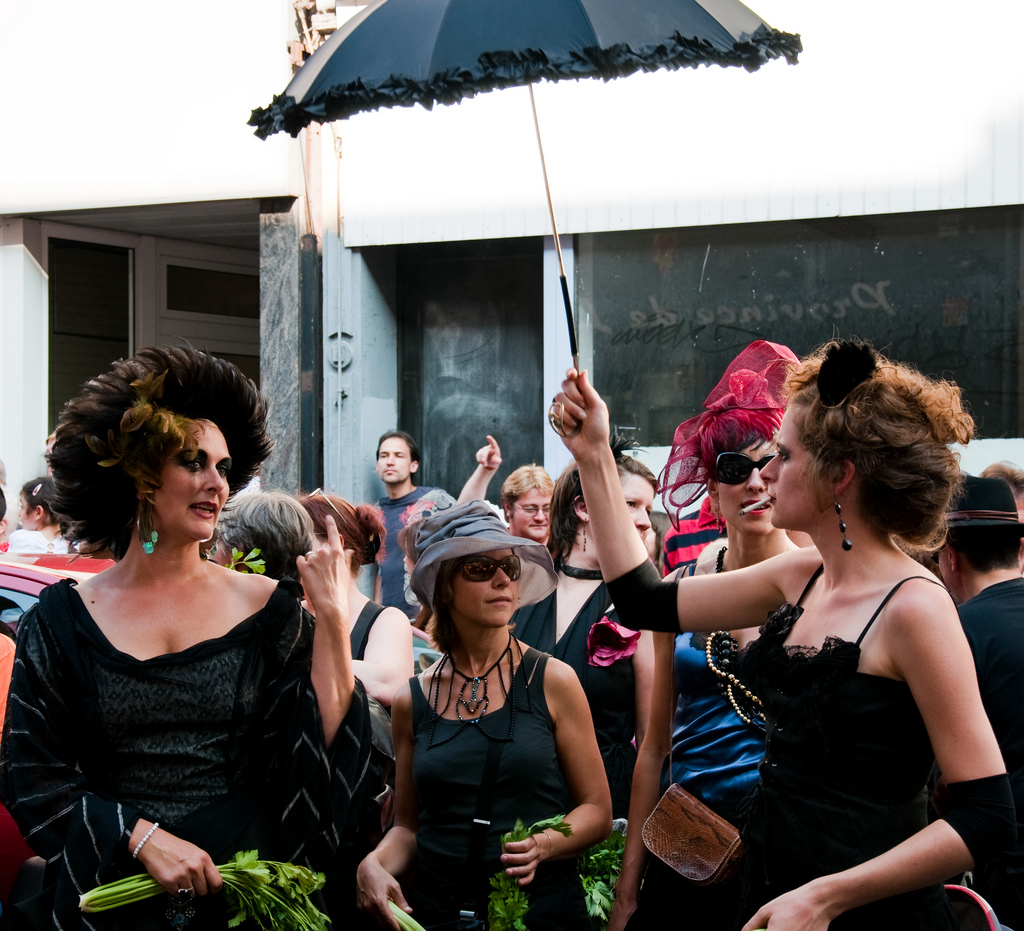
Pleureuses
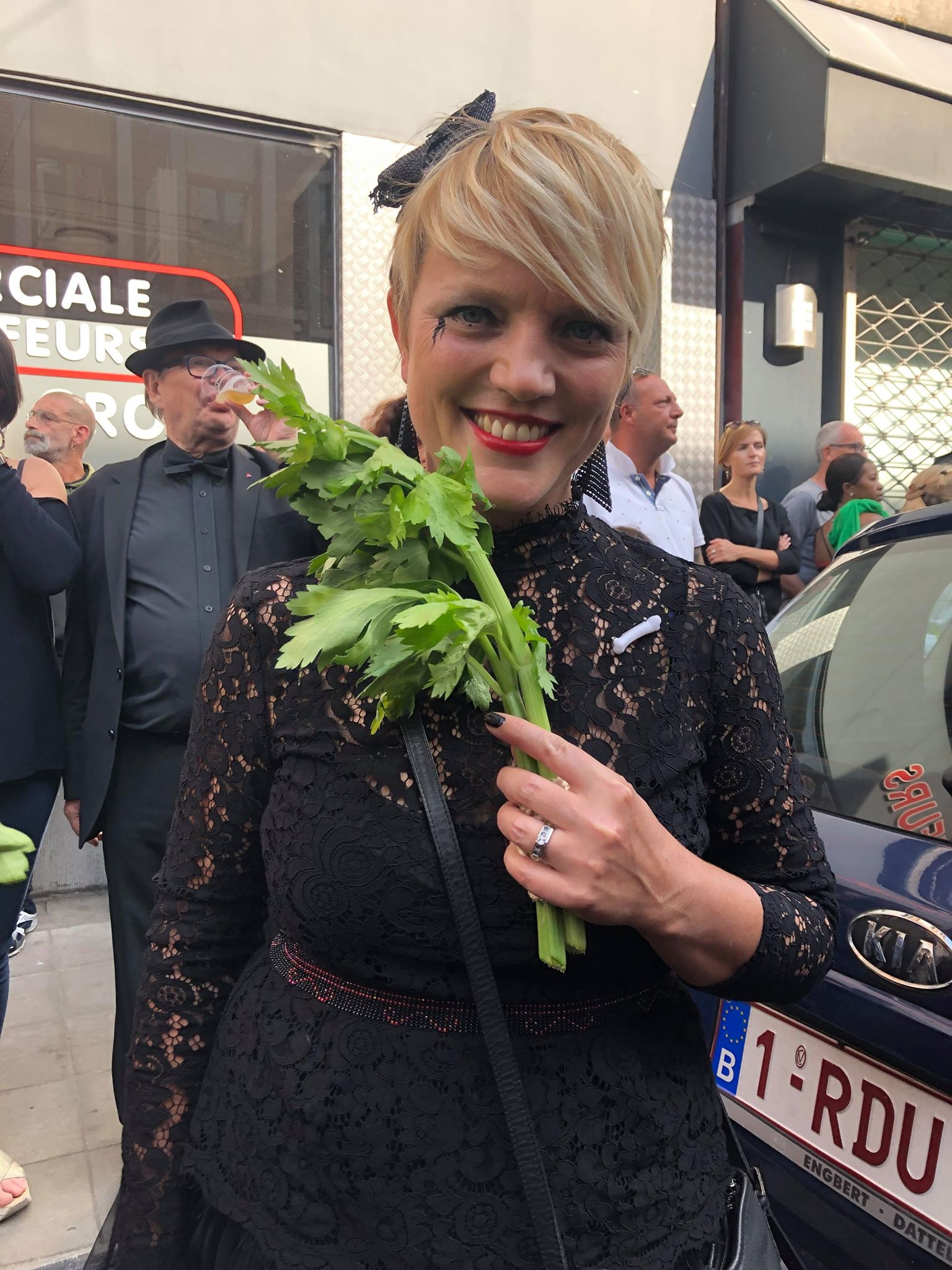
Pleureuse en habits Belle Époque, arborant céleri et broche en forme d'os.
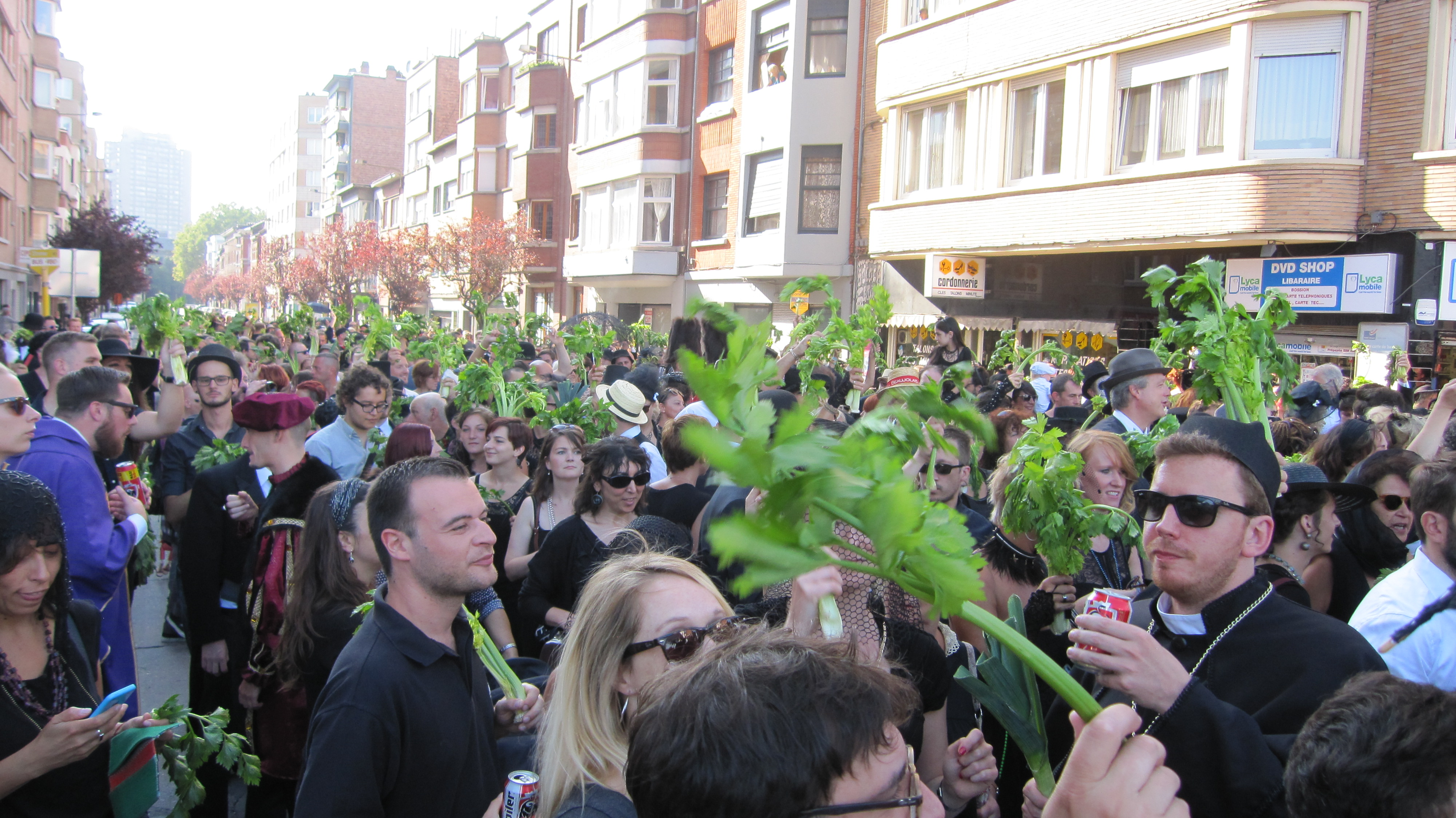
Le cortège de l'enterrement de Matî l'Ohê agitant le céleri en 2016